# Жузе Шмідт
Жузе Шмідт (порт. José Schmidt; нар. ) — колишній бразильський тенісист.
Найвищу одиночну позицію світового рейтингу — 360 місце досяг 12 грудня 1976, парну — 82 місце — 3 січня 1983 року.

## Фінали Гран-прі за кар'єру

### Парний розряд: 1 (0–1)
| Результат | Рік  | Турнір                       | Покриття | Партнер   | Суперники                   | Рахунок        |
| --------- | ---- | ---------------------------- | -------- | --------- | --------------------------- | -------------- |
| Поразка   | 1982 | Ітапаріка (острів), Бразилія | Килим    | Томас Кош | Жівалдо Барбоза Жоао Суарес | 6–7, 1–2, RET. |

## Титули на челленджерах

### Парний розряд: (3)
| Ранг | Рік  | Турнір              | Покриття | Партнер   | Суперники                   | Рахунок       |
| ---- | ---- | ------------------- | -------- | --------- | --------------------------- | ------------- |
| 1.   | 1982 | Кампус, Бразилія    | Ґрунт    | Томас Кош | Жівалдо Барбоза Жоао Суарес | 6–2, 6–7, 7–6 |
| 2.   | 1982 | Сан-Паулу, Бразилія | Килим    | Томас Кош | Жуліо Гоес Ней Келлер       | 6–4, 7–6      |
| 3.   | 1983 | Кампус, Бразилія    | Тверде   | Томас Кош | Жуліо Гоес Ней Келлер       | 7–6, 6–2      |